# 吉岡町
吉岡町（よしおかまち）は、群馬県のほぼ中央、北群馬郡に属する町。北に群馬県渋川市、東に群馬県前橋市と隣接する、榛名山の東麓に広がる利根川沿いの町。
都市雇用圏における前橋都市圏（前橋市）のベッドタウンとしての性格が強い。通勤率は、前橋市へ44.2%（平成27年国勢調査）。
前橋市のベッドタウンとして人口が増加しており、前橋市に隣接する大久保地区にショッピングモールを中心に様々な店舗が建てられ発展を見せている。

## 地理
群馬県のほぼ中央に位置し、榛名山の東麓と利根川地域に町域がある。西半分は榛名山の裾野の一部で、標高200～900mの傾斜地。一方東半分は、標高100～200mの洪積層からなる台地となっている。

## 地域（大字）
五十音順
- 漆原（うるしはら）
- 大久保（おおくぼ）
- 小倉（おぐら）
- 上野田（かみのだ）
- 北下（きたしも）
- 下野田（しものだ）
- 陣場（じんば）
- 南下（みなみしも）

## 歴史
- 1889年4月1日 - 町村制施行により西群馬郡に駒寄村・明治村が誕生。
- 1896年4月1日 - 西群馬郡・片岡郡が合併し群馬郡が発足、群馬郡駒寄村・明治村となる。
- 1949年10月1日 - 群馬郡から北群馬郡が分立し、北群馬郡駒寄村・明治村となる。
- 1955年4月1日 - 北群馬郡駒寄村・明治村が合併し、北群馬郡吉岡村が発足。
- 1985年10月2日 - 関越自動車道前橋IC～湯沢IC間開通。町内に駒寄PA開設。
- 1991年4月1日 - 町制施行し、吉岡町となる。
- 1997年7月19日 - 町内最初のショッピングセンター・イオンショッピングセンター（マックスバリュ・メガマート）が開店する。
- 2005年4月17日 - 駒寄SICの社会実験開始。
- 2006年10月1日 - 社会実験を終え、駒寄SICが常設化。
- 2007年4月22日 - 町長選挙を実施。第4代町長に石関昭が当選。（議会は無投票16名。）
- 2007年5月31日 - 石関町長が「群馬建設新聞」のインタビューにおいて、合併推進を称える。
- 2007年10月10日 - 群馬バス（イオン高崎～吉岡町役場前～北下～しんとう温泉線）が開業。
- 2010年3月20日 - 国道17号前橋渋川バイパス新坂東橋が開通。
- 2010年3月28日 - 道の駅よしおか温泉がオープン。

## 人口
| |                                        |  |
| 吉岡町と全国の年齢別人口分布（2005年） | 吉岡町の年齢・男女別人口分布（2005年） |  |
| ■紫色 ― 吉岡町 ■緑色 ― 日本全国 | ■青色 ― 男性 ■赤色 ― 女性              |  |
| 吉岡町（に相当する地域）の人口の推移 \| 1970年（昭和45年） \| 9,432人 \| \| \| 1975年（昭和50年） \| 10,160人 \| \| \| 1980年（昭和55年） \| 11,501人 \| \| \| 1985年（昭和60年） \| 12,488人 \| \| \| 1990年（平成2年） \| 13,672人 \| \| \| 1995年（平成7年） \| 15,171人 \| \| \| 2000年（平成12年） \| 16,504人 \| \| \| 2005年（平成17年） \| 18,060人 \| \| \| 2010年（平成22年） \| 19,801人 \| \| \| 2015年（平成27年） \| 21,080人 \| \| \| 2020年（令和2年） \| 21,792人 \| \| |                                        |  |
| 総務省統計局 国勢調査より |                                        |  |
| 1970年（昭和45年） | 9,432人                                |  |
| 1975年（昭和50年） | 10,160人                               |  |
| 1980年（昭和55年） | 11,501人                               |  |
| 1985年（昭和60年） | 12,488人                               |  |
| 1990年（平成2年） | 13,672人                               |  |
| 1995年（平成7年） | 15,171人                               |  |
| 2000年（平成12年） | 16,504人                               |  |
| 2005年（平成17年） | 18,060人                               |  |
| 2010年（平成22年） | 19,801人                               |  |
| 2015年（平成27年） | 21,080人                               |  |
| 2020年（令和2年） | 21,792人                               |  |

## 行政・立法
- 町長（町制施行後）
  - 初代：原沢冨士夫（1991年 - 1995年）
  - 2代目：高野一男（1995年 - 2003年）
  - 3代目：小林稔彦（2003年 - 2007年）
  - 4代目：石関昭（2007年 - 2019年）
  - 5代目：柴崎徳一郎（2019年4月27日就任、1期目）

2003年の町長選挙にて前橋市との合併が争点になり、自立を主張する小林稔彦が現職の高野一男を破り当選した。これにより隣接する榛東村との合併協議会は解散した。後を受けた石関昭町長は、合併も検討すべきであるとの姿勢を示していた。

### 県議会
- 選挙区：北群馬郡選挙区
- 定数：1名
- 任期：2023年（令和5年）4月30日 - 2027年（令和9年）4月29日[2]

| 議員名   | 会派名     | 備考 |
| -------- | ---------- | ---- |
| 大林裕子 | 自由民主党 |      |

### 衆議院
- 任期 ： 2024年（令和6年）10月27日 - 2028年（令和10年）10月26日（「第50回衆議院議員総選挙」参照）

| 選挙区 | 議員名   | 党派名     | 当選回数 | 備考   |
| --- | -------- | ---------- | -------- | ------ |
| 群馬県第5区（吉岡町、渋川市、富岡市、安中市、高崎市〈旧群馬町・箕郷町・榛名町・倉渕村域〉、北群馬郡、甘楽郡、吾妻郡） | 小渕優子 | 自由民主党 | 9        | 選挙区 |

### ナンバープレート
吉岡町は、ご当地ナンバーである前橋ナンバー（群馬運輸支局）を割り当てられているが、2014年11月16日までは群馬ナンバーが割り当てられていた。
群馬ナンバー割り当て地域（～2014年11月16日）
- 前橋市、太田市、伊勢崎市、桐生市、渋川市、館林市、藤岡市、みどり市、富岡市、沼田市、利根郡、吾妻郡、北群馬郡、佐波郡、邑楽郡、多野郡、甘楽郡

前橋ナンバー割り当て地域（2014年11月17日～）
- 前橋市、北群馬郡吉岡町

## 警察
- 渋川警察署吉岡町交番

## 消防
- 渋川地区広域消防署
  - 南分署（北群馬郡榛東村大字山子田47-2）
    - かつて吉岡町上野田にあったが、老朽化により2022年2月榛東村に新築移転した。

## 教育

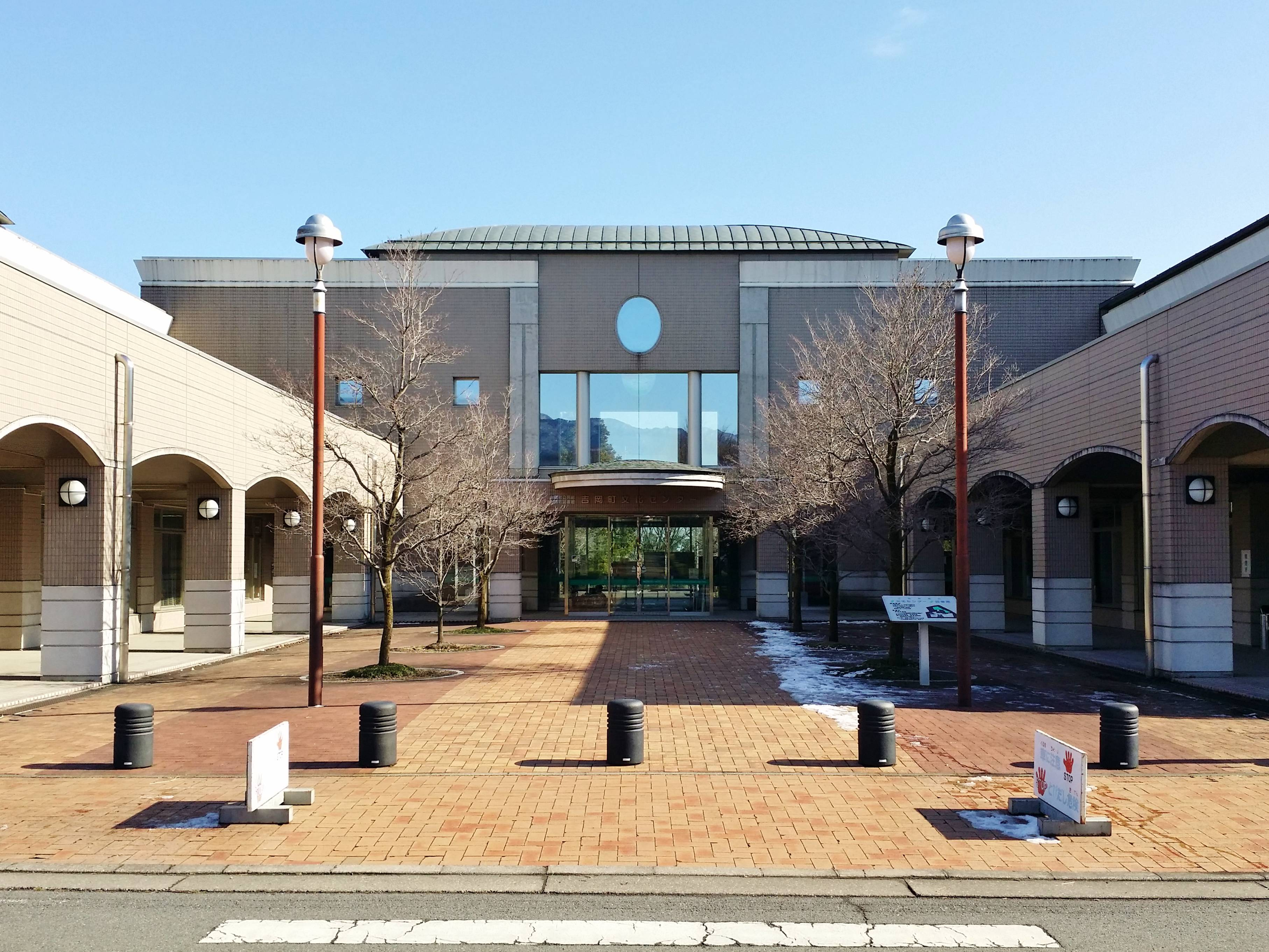
吉岡町文化センター・吉岡町図書館

中学校
- 吉岡町立吉岡中学校

小学校
- 吉岡町立駒寄小学校
- 吉岡町立明治小学校

幼稚園
- 私立駒寄幼稚園

## 交通

### 鉄道
町の東部を上越線が、西部を上越新幹線（榛名トンネル）が通るが、いずれも鉄道駅はない。町の北部は八木原駅（渋川市）、南部は群馬総社駅（前橋市）が最寄り駅となる。

### 路線バス
- 群馬バス：2系統
  - 伊香保・箕郷線（高崎～箕郷～水沢～伊香保）
  - 水沢シャトルバス線（伊香保案内所～まちの駅～水沢～上の原・おもちゃの博物館）
- 関越交通：1系統
  - 高崎駅～金古～田中～渋川駅
- 日本中央バス：2系統
  - 前橋榛東線（前橋駅～前橋西校～上野田）
  - 前橋吉岡線（前橋駅～駒寄～よしおか温泉～上野田）

### 道路

#### 高速道路
- 関越自動車道：（駒寄PA・駒寄スマートIC）

#### 一般国道
- 国道17号前橋渋川バイパス

#### 県道
- 群馬県道15号前橋伊香保線
群馬県道25号高崎渋川線 (バイパス)
群馬県道161号南新井前橋線

## 名所・旧跡・観光スポット

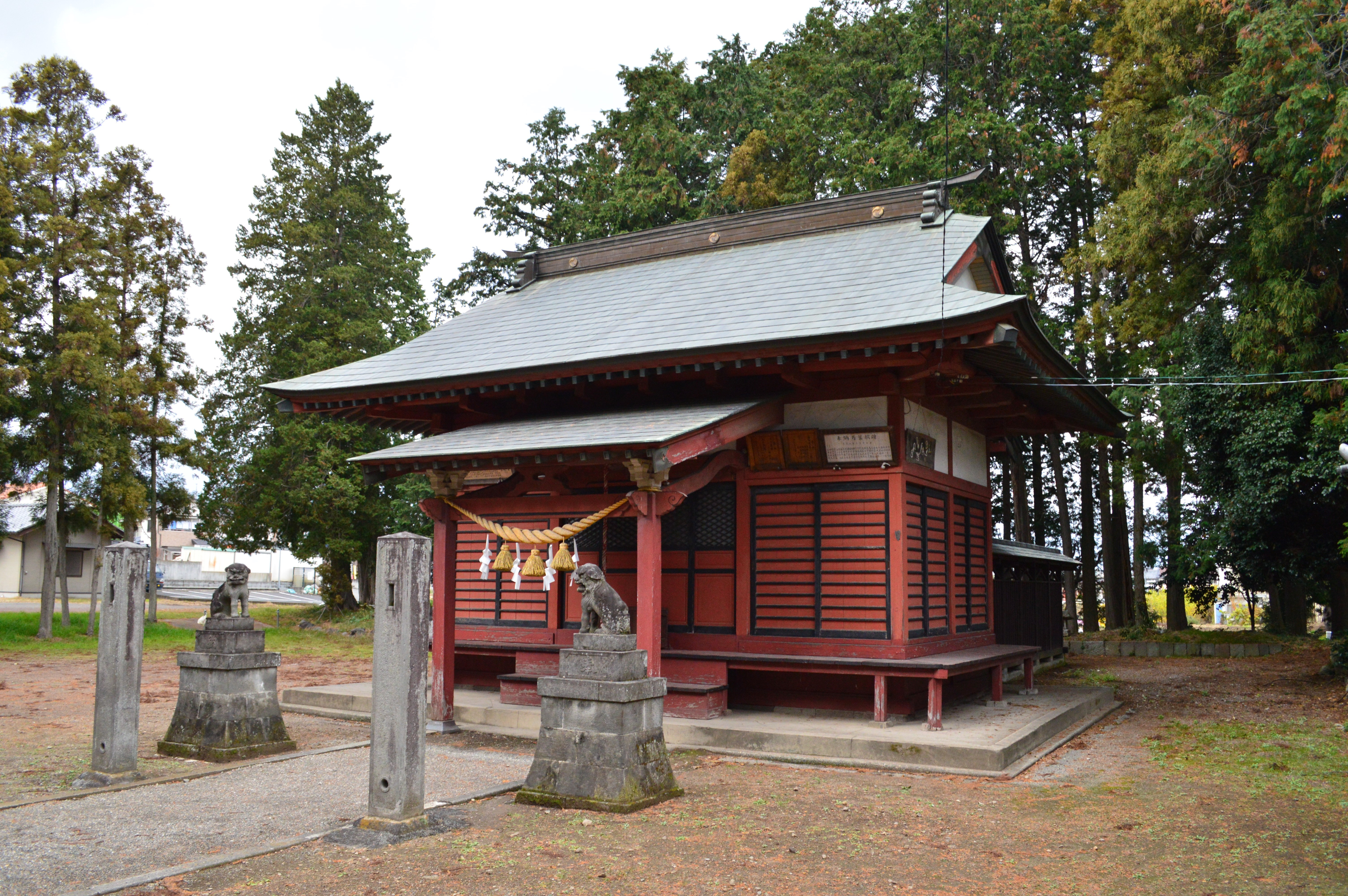
三宮神社

- 小倉ぶどう郷
- 女神館
- 珍宝館
- 船尾滝
- 伊香保おもちゃと人形自動車博物館

### 道の駅
- よしおか温泉

## 出身著名人
- 聡ノ富士 - 力士。2013年1月場所、5月場所より弓取式を担当。
- 輝富士 - 力士
- 福田尚久 - 日本通信代表取締役社長